# 你給我的喜歡
《你給我的喜歡》（英語：The Love You Give Me），是一部2023年的中國大陸都市愛情網路劇，改編自施定柔的同名小説《你給我的喜歡》。該劇由丁英洲執導，王玉雯、王子奇領銜主演。該劇於2022年6月1日開機，同年8月28日殺青。于2023年4月24日在腾讯视频首播。

## 播放平台

### 首播
| 播放平台     | 所在地   | 播出日期      | 播出時間 | 備註                                                                                                  |
| 騰訊視頻     | 中国大陆 | 2023年4月24日 | 18:00    | 會員： - 首日更新4集，首周連更4天，每天2集 - 5月1日起每週一二三更新2集 非會員： - 每週一到週五更新1集 |
| 愛爾達影劇台 | 臺灣     | 2023年7月28日 | 20:00    | 星期一至五，兩集連播                                                                                  |
| astro AEC    | 马来西亚 | 2023年8月14日 | 19:00    | 星期一至五                                                                                            |

## 劇情介紹
閔慧陰差陽錯與辛旗相知相愛，卻因一場誤會兩人不歡而散。之後閔慧發現自己懷了辛旗的孩子，她決定生下孩子閔全全做個單身媽媽。 
多年後，在一場商業酒會上閔慧被人刁難陷入窘境，關鍵時刻辛旗出手巧妙化解尷尬局面，闊別多年的二人再次重逢，發現心動只是愛情的開始，兩個人在職場上、生活中上演了一幕幕甜虐情深

## 演員陣容
| 演員   | 角色   | 人物介紹 |
| 王玉雯 | 閔慧   | 佰安科技研發部總監。生活中的閔慧是個温柔細心的單親媽媽，獨自撫養患有心臟病的兒子長大，給予其充足的愛和安全感。工作中的她是聰明清醒的研發總監，不僅工作能力出眾，在面對職場騷擾時，也敢於當面反擊、表達自己的不滿。她身上展現出的温柔、細心和強大打動了身邊的所有人，曾於五年前巧合下認識蘇田，並代替蘇田去到蘇田和辛旗相約15年相見的大樹下，與辛旗戀愛，後因誤會而分開，與辛旗育有一個兒子閔全全，也再度吸引了五年後重逢的辛旗。                                              |
| 王子奇 | 辛旗   | 藍鳥集團CEO，人稱「投資界的獨角獸」。辛旗是個年輕有為的企業家，30歲不到就創下不少商業紀錄。因有先天性心臟病在兒時被父母拋棄，兒時在孤兒院長大。離開孤兒院前與蘇田約定15年後在大樹下相見，誤會閔慧是蘇田，與閔慧戀愛，後因誤會而分開出國。最近才回到濱城，沒想到剛回來就在酒會上與閔慧重逢，才發現閔慧偷偷生下兒子閔全全。這些年他想忘記她卻始終忘不掉，為了報復閔慧，作為嘉仁醫院最大股東的他，暫停了與閔慧公司的合作。後來在與閔慧的相處中，辛旗逐漸解開誤會，兩人再次相愛。 |
| 崔奕欣 | 閔全全 | 閔慧和辛旗的兒子。遺傳了辛旗的心臟病，天生開朗，是大家的開心果。 |
| 李川   | 周如稷 | 嘉仁醫院心臟科醫生，外科醫生。周如稷外表看似冰冷，實則擁有一顆柔軟熾熱的心。表面上他是閔慧的男閨蜜，全全的主治大夫，實際上一直暗戀着閔慧。但他從來都沒有表露過對閔慧的感情，只是默默地照顧着她和全全，直到辛旗出現後，他才意識到閔慧已經有了自己的真愛，於是接受了姚紫珠的愛意。 |
| 馬心瑞 | 曹牧   | 佰安科技副總。性感美麗、人情練達、頗有野心的職場女精英。曹牧是閔慧工作上的領導，生活中的閨蜜。她因急着去開會，無意中開車撞到了陳家俊，本着負責到底的精神曹牧承諾照顧他，為了方便照顧陳家俊，還讓他住在了自己家。不料“受害人”陳家俊早已對她一見鍾情，兩人上演了一場釣與被釣、熱情似火的姐弟戀。 |
| 陳鑫海 | 陳家俊 | 游泳教練。陽光帥氣、善良樂觀、嘴甜幽默、精力旺盛的健身達人。陳家俊與姐姐蘇田從小就被分開，後來他得知姐姐因為意外去世後，一度無法接受現實。從曹牧口中他了解到閔慧與姐姐的往事，誤以為是閔慧害死了姐姐。最後在閔慧的幫助下，他從當年知情人的口中瞭解到姐姐之死與閔慧無關，於是向閔慧鄭重道歉。與曹牧相戀。 |
| 李星瑤 | 姚紫珠 | 嘉仁醫院代理院長姚主任的女兒。芭蕾舞演員。姚紫珠跳舞時是個高冷女神，私下是個可愛女孩。她出生在優渥的家庭，心性單純，有些任性。因腿傷她在醫院急症室偶遇醫生周如稷，他的耐心安撫讓姚紫珠怦然心動，於是開始了對他的死纏爛打。即使得知周如稷喜歡的是閔慧，她也沒有泄氣，還幫助周如稷去追求閔慧。她的付出最後感動了周如稷，兩人走到了一起。 |
| 金澤灝 | 程啓讓 | 观潮的CEO，妻子是觀潮集团董事長的女兒鄭伊婷。與研發總監林熙月有婚外情。 |
| 徐潔兒 | 辛迪   | 辛旗的姐姐。昂基集團的董事長。不太懂中文，但愛說中文，常常因說錯中文而引起誤會和笑話。 |
| 李偉龍 | 哈迪   | 辛旗的助理。 |

## 电視原聲帶

### 中國大陆
| 《你給我的喜歡》電視劇原聲帶 | 《你給我的喜歡》電視劇原聲帶 | 《你給我的喜歡》電視劇原聲帶 | 《你給我的喜歡》電視劇原聲帶 | 《你給我的喜歡》電視劇原聲帶 |
| 曲序                         | 曲目                         |                              | 作曲                         | 演唱                         |
| ---------------------------- | ---------------------------- | ---------------------------- | ---------------------------- | ---------------------------- |
| 1.                           | 《我永遠愛你》（主題曲）     | 劉恩汛                       | 金賢俊                       | 希林娜依·高                  |
| 2.                           | 《勇敢的愛》（片頭曲）       | 吳姝霆                       | Jeongwon Lee 金成雲          | 余佳運                       |
| 3.                           | 《漫漫》（插曲）             | 星爵                         | 孫艾藜                       | 焦邁奇                       |
| 4.                           | 《透過你的眼睛》（插曲）     | 占逸君                       | 百合花                       | 趙貝爾                       |

## 原著小說
| 出版时间      | 书籍名称         | 作者   | 出版社         | ISBN 国际标准书号  |
| 2020年11月1日 | 《你給我的喜歡》 | 施定柔 | 浙江文藝出版社 | ISBN 9787533960902 |

## 記事
- 2021年11月，該劇通過備案。[4]
- 2022年6月21日，該劇發佈官宣海報，並發佈全陣容劇照。
- 2023年4月18日，該劇發佈首支預告。
- 2023年4月20日，該劇發佈OST歌單。
- 2023年4月21日，該劇官宣定檔，同時發佈定檔預告、海報。
- 2023年4月24日，該劇發佈追劇日曆。

## 电视节目的变迁
| 臺灣 愛爾達影劇台 星期一至五 20:00 - 22:00（兩集連播） | 臺灣 愛爾達影劇台 星期一至五 20:00 - 22:00（兩集連播） | 臺灣 愛爾達影劇台 星期一至五 20:00 - 22:00（兩集連播） |
| ------------------------------------------------------ | ------------------------------------------------------ | ------------------------------------------------------ |
|                                                        | 你給我的喜歡 （2023年7月28日－2023年8月16日）          |                                                        |
| 愛情而已 （2023年7月3日－2023年7月27日）               | 三分野 （2023年8月17日－2023年9月7日）                 |                                                        |

| 马来西亚 astro AEC 星期一至五 19:00 - 20:00 | 马来西亚 astro AEC 星期一至五 19:00 - 20:00   | 马来西亚 astro AEC 星期一至五 19:00 - 20:00 |
| ------------------------------------------- | --------------------------------------------- | ------------------------------------------- |
|                                             | 你给我的喜欢 （2023年8月14日－2023年9月20日） |                                             |
| 平凡之路 （2023年6月23日－2023年8月11日）   | 做自己的光 （2023年9月21日－2023年11月15日）  |                                             |